# Petasites spurius
Petasites spurius là một loài thực vật có hoa trong họ Cúc. Loài này được (Retz.) Rchb. miêu tả khoa học đầu tiên năm 1831.